# Urrós (Mogadouro)
Urrós es una freguesia portuguesa del municipio de Mogadouro, con 32,47 km² de superficie y 425 habitantes (2001). Su densidad de población es de 13,1 hab/km².